# Championnat de France de rugby à XV de 3e série
Le championnat de France de rugby à XV de 3e série est le cinquième échelon des championnats régionaux français de rugby à XV.
Il a été mis en place en 1912-1913. Avec la réforme des compétitions françaises actée en 2022, cette division disparaît de fait,, les clubs étant intégrés dans le Championnat de France de Régionale 3.

## Les compétitions territoriales

### Les phases qualificatives territoriales
Les phases qualificatives des championnats de France Honneur, Promotion d’Honneur et séries territoriales sont laissées à l’initiative des comités territoriaux.
Les compétitions territoriales (Honneur, Promotion d’Honneur, 1re série, 2e série, 3e série, 4e série) sont organisées à l’initiative de chaque comité territorial à partir du classement général de ses associations établi à l’issue de la saison précédente.
Toutefois, ces compétitions doivent être organisée de telle manière qu’elles aboutissent obligatoirement à une phases territoriale ou à une ultime et dernière phase territoriale qualifiant spécifiquement et en propre pour chacun des championnats de France ouverts à ces catégories (Honneur, Promotion d’Honneur, 1re série, 2e série, 3e série, 4e série).
Cette règle s’appliquera quel que soit le nombre d’associations appelées à disputer chacune des épreuves qualificatives. La phase finale territoriale devra à cet effet prévoir la répartition la plus équitable possible entre chaque série du nombre d’associations postulant aux diverses qualifications fédérales (Honneur, Promotion d’Honneur, 1re série, 2e série, 3e série, 4e série).
Les comités présentant au moins trois groupes dans leur championnat territorial seniors, ne pourront qualifier en championnat de France d’une série donnée une ou des associations qui auraient participé au quart de finale d’une compétition de niveau supérieur ou identique. Une dérogation pourra être acceptée uniquement dans le cas suivant : conséquence de la descente des associations de 3e division fédérale en séries ayant obligé le maintien d’une association dans la même série que la saison précédente.

### Les formes de compétitions territoriales

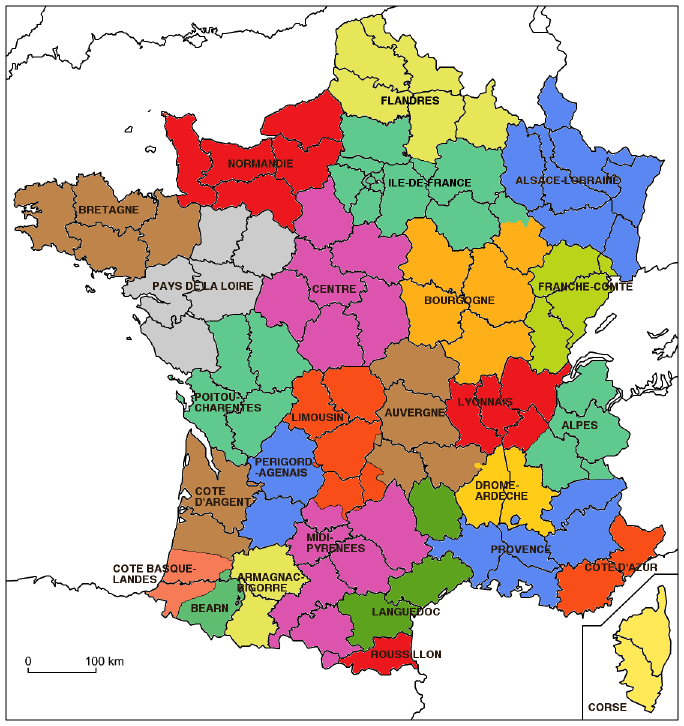
Carte des comités territoriaux jusqu'en 2017.

Carte des ligues régionales depuis 2018.

Les associations peuvent être réparties en groupes.
- Un seul groupe pourra être constitué si le comité a moins de 21 associations
- Deux groupes peuvent être constitués si le comité a de 21 à 40 associations
- Au-dessus de 40 associations, 3 groupes au moins seront constitués

Lorsque deux groupes seront constitués
- Le 1er concernera les compétitions Honneur, Promotion d’Honneur et 1re série
- Le 2e concernera les compétitions 2e série, 3e série et 4e série

Lorsque trois groupes seront constitués
- Le 1er groupe pourra concerner :
  - Soit la compétition Honneur seule
  - Ou la compétition Honneur et Promotion d’Honneur
- Le 2e groupe concernera :
  - La compétition Promotion Honneur seule
  - ou la compétition Promotion Honneur et 1re série
  - ou la compétition Promotion Honneur, 1re série et 2e série
  - ou la compétition 1re série et 2e série
- Le 3e groupe concernera les Séries qui ne sont pas dans les deux 1er groupes (les 3e série et 4 série voire 5e série)

## Principe de classement
À la fin des matchs de poules, le classement des équipes par poule est établi en fonction des points terrain obtenus desquels sont retranchés, s’il y a lieu les points de pénalisation.
Le classement général des équipes participant à la même compétition est réalisée de la façon suivante :
1. – Classement des 1er de poule entre eux
2. – Classement des 2e de poule entre eux
3. – Classement des 3e de poule entre eux
4. – et ainsi de suite

Le classement général détermine la qualification, les oppositions et les descentes.

## Palmarès
| Année       | Champion                                                          | Ligue ou comité régional                                          | Comité départemental                                              | Score                                                             | Finaliste                                                         | Ligue ou comité régional                                          | Comité départemental                                              |
| ----------- | ----------------------------------------------------------------- | ----------------------------------------------------------------- | ----------------------------------------------------------------- | ----------------------------------------------------------------- | ----------------------------------------------------------------- | ----------------------------------------------------------------- | ----------------------------------------------------------------- |
| 1912        | Stade saint-gaudinois                                             | Midi-Pyrénées                                                     | Haute-Garonne                                                     | 9-0                                                               | ASPTT Paris                                                       | Île-de-France                                                     | Paris                                                             |
| 1913        | AS de la Seine                                                    | Île-de-France                                                     | Paris                                                             | 5-3                                                               | Tockey Club de Toulouse                                           | Midi-Pyrénées                                                     | Haute-Garonne                                                     |
| 1914        | CA XIVe arrondissement                                            | Île-de-France                                                     | Paris                                                             | 6-0                                                               | US Montesquieu Volvestre                                          | Midi-Pyrénées                                                     | Haute-Garonne                                                     |
| 1915 à 1919 | Pas de championnat                                                | Pas de championnat                                                | Pas de championnat                                                | Pas de championnat                                                | Pas de championnat                                                | Pas de championnat                                                | Pas de championnat                                                |
| 1920        | ASPTT Bordeaux                                                    | Côte d’Argent                                                     | Gironde                                                           | 3-0                                                               | Toulouse Lalande Omnisports                                       | Midi-Pyrénées                                                     | Haute-Garonne                                                     |
| 1921        | White Devils de Perpignan                                         | Roussillon                                                        | Pyrénées-Orientales                                               | 17-0                                                              | Gallia Club de Toulouse                                           | Midi-Pyrénées                                                     | Haute-Garonne                                                     |
| 1922        | US Quillan                                                        | Languedoc                                                         | Aude                                                              | 10-0                                                              | AG Soustons                                                       | Côte basque Landes                                                | Landes                                                            |
| 1923        | JO Prades                                                         | Roussillon                                                        | Pyrénées-Orientales                                               | 3-0                                                               | SA Arcachon                                                       | Côte d’Argent                                                     | Gironde                                                           |
| 1924        | Navarre Athlétique Club Champ-sur-Drac                            | Alpes                                                             | Isère                                                             | 8-3                                                               | FC Carmaux                                                        | Midi-Pyrénées                                                     | Tarn                                                              |
| 1925        | Cercle athlétique d’Espéraza                                      | Languedoc                                                         | Aude                                                              | 25-0                                                              | AS Cheminots de Béziers                                           | Languedoc                                                         | Hérault                                                           |
| 1926        | US Caussade-Septfonds                                             | Midi-Pyrénées                                                     | Tarn-et-Garonne                                                   | 5-3                                                               | US Carcassonne                                                    | Languedoc                                                         | Aude                                                              |
| 1927        | Bigorre Athlétique                                                | Armagnac-Bigorre                                                  | ?                                                                 | 6-0                                                               | UA Croix-Daurade                                                  | Midi-Pyrénées                                                     | Haute-Garonne                                                     |
| 1928        | RC Palauenc                                                       | Roussillon                                                        | Pyrénées-Orientales                                               | 14-3                                                              | ES Belley                                                         | Alpes                                                             | Ain                                                               |
| 1929        | Amicale Olympique Toulouse                                        | Midi-Pyrénées                                                     | Haute-Garonne                                                     | 16-3                                                              | US Saint Palais                                                   | Côte basque Landes                                                | Basses-Pyrénées                                                   |
| 1930        | AS Eymet                                                          | Périgord-Agenais                                                  | Dordogne                                                          | 12-6                                                              | Saint-Marcellin Sport                                             | Alpes                                                             | Isère                                                             |
| 1931        | CO Ceret                                                          | Roussillon                                                        | Pyrénées-Orientales                                               | 6-4                                                               | AS Bourse de Paris                                                | Île-de-France                                                     | Paris                                                             |
| 1932        | US Métro                                                          | Île-de-France                                                     | Paris                                                             | 8-3                                                               | Perpignan SC                                                      | Roussillon                                                        | Pyrénées-Orientales                                               |
| 1933        | SC Graulhet                                                       | Midi-Pyrénées                                                     | Tarn                                                              | 3-0                                                               | US Le Mans                                                        | Pays de Loire                                                     | Sarthe                                                            |
| 1934        | ?                                                                 | ?                                                                 | ?                                                                 | ?- ?                                                              | ?                                                                 | ?                                                                 | ?                                                                 |
| 1935        | Avenir valencien                                                  | Midi-Pyrénées                                                     | Tarn-et-Garonne                                                   | 8 - 3                                                             | Stade beaumontois                                                 | Midi-Pyrénées                                                     | Tarn-et-Garonne                                                   |
| 1936        | US villeneuvoise PLM                                              | Île-de-France                                                     | Seine-et-Oise                                                     | 7-3                                                               | ES Gimont                                                         | Armagnac-Bigorre                                                  | Gers                                                              |
| 1937        | US Port Sainte Marie                                              | Périgord-Agenais                                                  | Lot-et-Garonne                                                    | 8-3                                                               | FC Digoin                                                         | Bourgogne                                                         | Saône-et-Loire                                                    |
| 1938        | AS Cheminots de Béziers                                           | Languedoc                                                         | Hérault                                                           | 14-0                                                              | La Fraternelle de Moirans                                         | Alpes                                                             | Isère                                                             |
| 1939        | US Vic-en-Bigorre                                                 | Armagnac-Bigorre                                                  | Hautes-Pyrénées                                                   | 9-5                                                               | ES Port-la-Nouvelle                                               | Languedoc                                                         | Aude                                                              |
| 1940 à 1947 | Pas de championnat                                                | Pas de championnat                                                | Pas de championnat                                                | Pas de championnat                                                | Pas de championnat                                                | Pas de championnat                                                | Pas de championnat                                                |
| 1948        | Cabestany Olympique                                               | Roussillon                                                        | Pyrénées-Orientales                                               | 3-0                                                               | FC Tournon Tain                                                   | Drôme-Ardèche                                                     | Ardèche, Drôme                                                    |
| 1949        | US Arsenal Clermont-Ferrand                                       | Auvergne                                                          | Puy-de-Dôme                                                       | 6-0                                                               | RS Mauvezin                                                       | Armagnac-Bigorre                                                  | Gers                                                              |
| 1950        | Entente ASPTT Toulouse-US Portet                                  | Midi-Pyrénées                                                     | Haute-Garonne                                                     | 0- 5 disqualification                                             | Pont-en-Royans Sports                                             | Alpes                                                             | Isère                                                             |
| 1951        | AS Maureilhan                                                     | Languedoc                                                         | Hérault                                                           | 3-0                                                               | SC Nègrepelisse                                                   | Midi-Pyrénées                                                     | Tarn-et-Garonne                                                   |
| 1952        | FC Daumazan-sur-Arize                                             | Midi-Pyrénées                                                     | Ariège                                                            | 11-0                                                              | US La Tour-du-Pin                                                 | Lyonnais                                                          | Isère                                                             |
| 1953        | CO Sigean                                                         | Languedoc                                                         | Aude                                                              | 3-0                                                               | US Saintes                                                        | Poitou-Charentes                                                  | Charente-Maritime                                                 |
| 1954        | CO Tuchan                                                         | Languedoc                                                         | Aude                                                              | 6-0                                                               | US Monnaie de Paris                                               | Île-de-France                                                     | Paris                                                             |
| 1955        | Juillan Sport                                                     | Armagnac-Bigorre                                                  | Hautes-Pyrénées                                                   | 10-0                                                              | US Saint Bérain sur Dheune                                        | Bourgogne                                                         | Saône-et-Loire                                                    |
| 1956        | JS Oursbelille                                                    | Armagnac-Bigorre                                                  | Hautes-Pyrénées                                                   | 0- 6 disqualification                                             | ES Monteux                                                        | Provence                                                          | Vaucluse                                                          |
| 1957        | RC Lombez-L’Isloise                                               | Armagnac-Bigorre                                                  | Gers                                                              | 6-3                                                               | US Izeaux                                                         | Alpes                                                             | Isère                                                             |
| 1958        | JS Labouheyre                                                     | Côte d’Argent                                                     | Landes                                                            | 33-3                                                              | UA Saint-Étienne-de-Saint-Geoirs                                  | Alpes                                                             | Isère                                                             |
| 1959        | AS Villemur-sur-Tarn                                              | Midi-Pyrénées                                                     | Haute-Garonne                                                     | 9-3                                                               | US Cambo-les-Bains                                                | Côte basque Landes                                                | Basses-Pyrénées                                                   |
| 1960        | Collioure Sportif                                                 | Roussillon                                                        | Pyrénées-Orientales                                               | 6-3                                                               | Stade Maubourguet                                                 | Armagnac-Bigorre                                                  | Hautes-Pyrénées                                                   |
| 1961        | ES Léon                                                           | Côte basque Landes                                                | Landes                                                            | 3-0                                                               | CO Couiza                                                         | Languedoc                                                         | Aude                                                              |
| 1962        | Stade Belvès                                                      | Périgord-Agenais                                                  | Dordogne                                                          | 6-0                                                               | CS Ministère des Finances                                         | Île-de-France                                                     | Paris                                                             |
| 1963        | CS Beaune                                                         | Bourgogne                                                         | Côte-d'Or                                                         | 3-0                                                               | UA Laloubère                                                      | Armagnac-Bigorre                                                  | Hautes-Pyrénées                                                   |
| 1964        | ES Laroque-d'Olmes                                                | Midi-Pyrénées                                                     | Ariège                                                            | 12-0                                                              | CS Nuits-Saint-Georges                                            | Bourgogne                                                         | Côte-d'Or                                                         |
| 1965        | US Bazas                                                          | Côte d’Argent                                                     | Gironde                                                           | 11-5                                                              | AS Quarante                                                       | Languedoc                                                         | Hérault                                                           |
| 1966        | US Montmélian                                                     | Alpes                                                             | Savoie                                                            | 3-0                                                               | US Capvern                                                        | Armagnac-Bigorre                                                  | Hautes-Pyrénées                                                   |
| 1967        | US Capvern                                                        | Armagnac-Bigorre                                                  | Hautes-Pyrénées                                                   | 15-3                                                              | US Valréas                                                        | Provence                                                          | Vaucluse                                                          |
| 1968        | RC Revel                                                          | Midi-Pyrénées                                                     | Haute-Garonne                                                     | 9-8                                                               | CA Lormont                                                        | Côte d’Argent                                                     | Gironde                                                           |
| 1969        | SO Vendres                                                        | Languedoc                                                         | Hérault                                                           | 9-6                                                               | US Bazas                                                          | Côte d’Argent                                                     | Gironde                                                           |
| 1970        | Castelnau-Magnoac Tajan FC                                        | Armagnac-Bigorre                                                  | Hautes-Pyrénées                                                   | 11-0                                                              | Fleury d’Aude Olympique                                           | Languedoc                                                         | Aude                                                              |
| 1971        | SC Captieux                                                       | Côte d’Argent                                                     | Gironde                                                           | 8-6                                                               | CA Larche                                                         | Limousin                                                          | Corrèze                                                           |
| 1972        | Saint-Paul-lès-Dax SR                                             | Côte basque Landes                                                | Landes                                                            | 16-6                                                              | SO Rosny-sous-Bois                                                | Île-de-France                                                     | Seine-Saint-Denis                                                 |
| 1973        | AS Mantes                                                         | Île-de-France                                                     | Yvelines                                                          | 12-10                                                             | RC Ponteilla                                                      | Roussillon                                                        | Pyrénées-Orientales                                               |
| 1974        | ES Vaulnaveys-le-Haut                                             | Alpes                                                             | Isère                                                             | 16-3                                                              | US Montestruc                                                     | Armagnac-Bigorre                                                  | Gers                                                              |
| 1975        | Tournay Sport                                                     | Armagnac-Bigorre                                                  | Hautes-Pyrénées                                                   | 7-0                                                               | CA Maurienne                                                      | Alpes                                                             | Savoie                                                            |
| 1976        | UA Laloubère                                                      | Armagnac-Bigorre                                                  | Hautes-Pyrénées                                                   | 12-7                                                              | RC Pézilla-la-Rivière                                             | Roussillon                                                        | Pyrénées-Orientales                                               |
| 1977        | ASC Aureilhan                                                     | Armagnac-Bigorre                                                  | Hautes-Pyrénées                                                   | 16-6                                                              | CO Tuchan                                                         | Languedoc                                                         | Aude                                                              |
| 1978        | US Montréal du Gers                                               | Armagnac-Bigorre                                                  | Gers                                                              | 18-12                                                             | GA Bazet                                                          | Armagnac-Bigorre                                                  | Hautes-Pyrénées                                                   |
| 1979        | US Torreilles                                                     | Roussillon                                                        | Pyrénées-Orientales                                               | 13-11                                                             | US Murviel-lès-Béziers                                            | Languedoc                                                         | Hérault                                                           |
| 1980        | CO Couiza                                                         | Languedoc                                                         | Aude                                                              | 10-6                                                              | RC La Roche-de-Glun                                               | Drôme-Ardèche                                                     | Drôme                                                             |
| 1981        | US Capendu                                                        | Languedoc                                                         | Aude                                                              | 32-6                                                              | ES Saint-Front-sur-Lémance                                        | Périgord-Agenais                                                  | Lot-et-Garonne                                                    |
| 1982        | AS Ouveillan                                                      | Languedoc                                                         | Aude                                                              | 21-11                                                             | RC Louey Marquisat                                                | Armagnac-Bigorre                                                  | Hautes-Pyrénées                                                   |
| 1983        | US Habas                                                          | Côte basque Landes                                                | Landes                                                            | 12-9                                                              | US Salles-d'Aude                                                  | Languedoc                                                         | Aude                                                              |
| 1984        | AS Saint-Chinian                                                  | Languedoc                                                         | Hérault                                                           | 12-4                                                              | Emak Hor Arcangues                                                | Côte basque Landes                                                | Pyrénées-Atlantiques                                              |
| 1985        | RC Cazaubon                                                       | Armagnac-Bigorre                                                  | Gers                                                              | 12-4                                                              | Avenir Montréal d’Aude                                            | Languedoc                                                         | Aude                                                              |
| 1986        | AS Portel                                                         | Languedoc                                                         | Aude                                                              | 12-6                                                              | AS Foulayronnes                                                   | Périgord-Agenais                                                  | Lot-et-Garonne                                                    |
| 1987        | AS Canet-d'Aude                                                   | Languedoc                                                         | Aude                                                              | 7-4                                                               | Sarako Izarra Rugby de Sare                                       | Côte basque Landes                                                | Pyrénées-Atlantiques                                              |
| 1988        | Tournay Sport                                                     | Armagnac-Bigorre                                                  | Hautes-Pyrénées                                                   | 19-9                                                              | ES Prats-de-Mollo                                                 | Roussillon                                                        | Pyrénées-Orientales                                               |
| 1989        | ASE Ascain                                                        | Côte basque Landes                                                | Pyrénées-Atlantiques                                              | 20-13                                                             | AS Maureilhan                                                     | Languedoc                                                         | Hérault                                                           |
| 1990        | Sarako Izarra Rugby de Sare                                       | Côte basque Landes                                                | Pyrénées-Atlantiques                                              | 16-13                                                             | Bidart UC                                                         | Côte basque Landes                                                | Pyrénées-Atlantiques                                              |
| 1991        | SO Servian                                                        | Languedoc                                                         | Hérault                                                           | 28-10                                                             | Entente Pouzols-Mailhac                                           | Languedoc                                                         | Hérault, Aude                                                     |
| 1992        | AS Saint-Martin-de-Seignanx                                       | Côte basque Landes                                                | Landes                                                            | 27-6                                                              | ASOC Buzet                                                        | Périgord-Agenais                                                  | Lot-et-Garonne                                                    |
| 1993        | Fraicheur Béziers                                                 | Languedoc                                                         | Hérault                                                           | 12-9                                                              | RC Leucate                                                        | Languedoc                                                         | Aude                                                              |
| 1994        | US Yocobal Pouzac                                                 | Armagnac-Bigorre                                                  | Hautes-Pyrénées                                                   | 23-20                                                             | US Villemoustaussou                                               | Languedoc                                                         | Aude                                                              |
| 1995        | AS Olonzac                                                        | Languedoc                                                         | Hérault                                                           | 7-6                                                               | US Tournecoupe                                                    | Armagnac-Bigorre                                                  | Gers                                                              |
| 1996        | Entente Saint André-Durban                                        | Languedoc                                                         | Aude                                                              | 23-7                                                              | RC Cherves-Richemont                                              | Poitou-Charentes                                                  | Charente                                                          |
| 1997        | CO Tuchan                                                         | Languedoc                                                         | Aude                                                              | 22-15                                                             | Pompiers de Toulon                                                | Côte d’Azur                                                       | Var                                                               |
| 1998        | AS Maraussan                                                      | Languedoc                                                         | Hérault                                                           | 6-3                                                               | RC Prigonrieux                                                    | Périgord-Agenais                                                  | Dordogne                                                          |
| 1999        | Entente Lesperon Onesse                                           | Côte basque Landes                                                | Landes                                                            | 15-13                                                             | ES Peyriac-de-Mer                                                 | Languedoc                                                         | Aude                                                              |
| 2000        | US Payzac-Savignac                                                | Périgord-Agenais                                                  | Dordogne                                                          | 16-9                                                              | RC Ponteilla                                                      | Roussillon                                                        | Pyrénées-Orientales                                               |
| 2001        | US Montréal du Gers                                               | Armagnac-Bigorre                                                  | Gers                                                              | 15-3                                                              | US Nissan                                                         | Languedoc                                                         | Hérault                                                           |
| 2002        | AS Idron-Lée                                                      | Béarn                                                             | Pyrénées-Atlantiques                                              | 17-12                                                             | Association Ouveillan-Cuxac-d'Aude                                | Languedoc                                                         | Aude                                                              |
| 2003        | RC Saint-Nazaire                                                  | Roussillon                                                        | Pyrénées-Orientales                                               | 66-3                                                              | RC Bonneuil-sur-Marne                                             | Île-de-France                                                     | Val-de-Marne                                                      |
| 2004        | AS Marciac                                                        | Armagnac-Bigorre                                                  | Gers                                                              | 34-14                                                             | ASC Pessac Alouette                                               | Côte d’Argent                                                     | Gironde                                                           |
| 2005        | US Bassin Ginestacois                                             | Languedoc                                                         | Aude                                                              | 13-12                                                             | US Sainte-Foy-de-Peyrolières                                      | Midi-Pyrénées                                                     | Haute-Garonne                                                     |
| 2006        | Stade Cagnac-les-Mines                                            | Midi-Pyrénées                                                     | Tarn                                                              | 10-6                                                              | ASC Aureilhan                                                     | Armagnac-Bigorre                                                  | Hautes-Pyrénées                                                   |
| 2007        | US Tautavel-Vingrau                                               | Roussillon                                                        | Pyrénées-Orientales                                               | 16-3                                                              | Puteaux Rugby XV                                                  | Île-de-France                                                     | Hauts-de-Seine                                                    |
| 2008        | Avenir Jurançon                                                   | Béarn                                                             | Pyrénées-Atlantiques                                              | 17-10                                                             | US Séverac                                                        | Midi-Pyrénées                                                     | Aveyron                                                           |
| 2009        | Béziers Riquet                                                    | Languedoc                                                         | Hérault                                                           | 13-3                                                              | Tangos XV de Varanges                                             | Bourgogne                                                         | Côte-d'Or                                                         |
| 2010        | ESC BAC ASP                                                       | Roussillon                                                        | Pyrénées-Orientales                                               | 21-16                                                             | ASPTT Bordeaux                                                    | Côte d’Argent                                                     | Gironde                                                           |
| 2011        | AS Martignas                                                      | Côte d’Argent                                                     | Gironde                                                           | 11-8                                                              | US Josbaig                                                        | Béarn                                                             | Pyrénées-Atlantiques                                              |
| 2012        | Pomarez                                                           | Côte basque Landes                                                | Landes                                                            | 23-10                                                             | Avenir Monclar-de-Quercy                                          | Midi-Pyrénées                                                     | Tarn-et-Garonne                                                   |
| 2013        | US Azereix                                                        | Armagnac-Bigorre                                                  | Hautes-Pyrénées                                                   | 29-22                                                             | SC Grisollais                                                     | Midi-Pyrénées                                                     | Tarn-et-Garonne                                                   |
| 2014        | Entente Vallespir                                                 | Pays Catalan                                                      | Pyrénées-Orientales                                               | 19-3                                                              | US Quint-Fonsegrives                                              | Midi-Pyrénées                                                     | Haute-Garonne                                                     |
| 2015        | Servette Rugby Club de Genève                                     | Lyonnais                                                          | Suisse                                                            | 27-5                                                              | RC Labarthe-sur-Lèze                                              | Midi-Pyrénées                                                     | Haute-Garonne                                                     |
| 2016,       | Aintzina Mendikota rugby                                          | Côte basque Landes                                                | Pyrénées-Atlantiques                                              | 17-17 (4-2 t. a. b.)                                              | Paris XO                                                          | Île-de-France                                                     | Paris 18e                                                         |
| 2017        | US boulonnaise                                                    | Midi-Pyrénées                                                     | Haute-Garonne                                                     | 15-12                                                             | Mazères XV                                                        | Midi-Pyrénées                                                     | Ariège                                                            |
| 2018        | XV de la Save                                                     | Occitanie                                                         | Haute-Garonne                                                     | 24-19                                                             | RC Rougier                                                        | Occitanie                                                         | Aveyron                                                           |
| 2019,       | SC Grisolles                                                      | Occitanie                                                         | Tarn-et-Garonne                                                   | 29-5                                                              | RC Pomarez Amou                                                   | Nouvelle-Aquitaine                                                | Landes                                                            |
| 2020        | Championnat arrêté en cours de saison. Aucun titre n'est décerné. | Championnat arrêté en cours de saison. Aucun titre n'est décerné. | Championnat arrêté en cours de saison. Aucun titre n'est décerné. | Championnat arrêté en cours de saison. Aucun titre n'est décerné. | Championnat arrêté en cours de saison. Aucun titre n'est décerné. | Championnat arrêté en cours de saison. Aucun titre n'est décerné. | Championnat arrêté en cours de saison. Aucun titre n'est décerné. |
| 2021        | Championnat arrêté en cours de saison. Aucun titre n'est décerné. | Championnat arrêté en cours de saison. Aucun titre n'est décerné. | Championnat arrêté en cours de saison. Aucun titre n'est décerné. | Championnat arrêté en cours de saison. Aucun titre n'est décerné. | Championnat arrêté en cours de saison. Aucun titre n'est décerné. | Championnat arrêté en cours de saison. Aucun titre n'est décerné. | Championnat arrêté en cours de saison. Aucun titre n'est décerné. |
| 2022        | Peña XV                                                           | Occitanie                                                         | Tarn                                                              | 11-9                                                              | Association sportive Canet                                        | Occitanie                                                         | Aude                                                              |